# リヤド日本人学校
リヤド日本人学校（りやどにほんじんがっこう、アラビア語: المدرسة اليابانية بالرياض、英語: Riyadh Japanese School）は、サウジアラビアのリヤドにある日本人学校で、1985年9月20日に創立された。
日本人学校は キングダムシティコンパウンドの中にあり、とても小さく人数の少ない学校だ。校舎は1階建てだが、庭にはたくさんの遊具や砂場、大きな畑があり、子供達はそこで楽しく遊んでいる。学校行事もたくさんあり、リヤドに住んでいる日本人の方々と一緒にする行事もある。
校舎の中で一番広い部屋はホール。全校朝会をしたり、休み時間には一輪車の練習などをできるとても広い部屋だ。体育館は学校敷地内には無く、コンパウンド内の施設を使っている。コンパウンドには体育館、広い公園やテニスコート、25メートルプールなどがあり、とても充実している。